# Động vật thân mềm

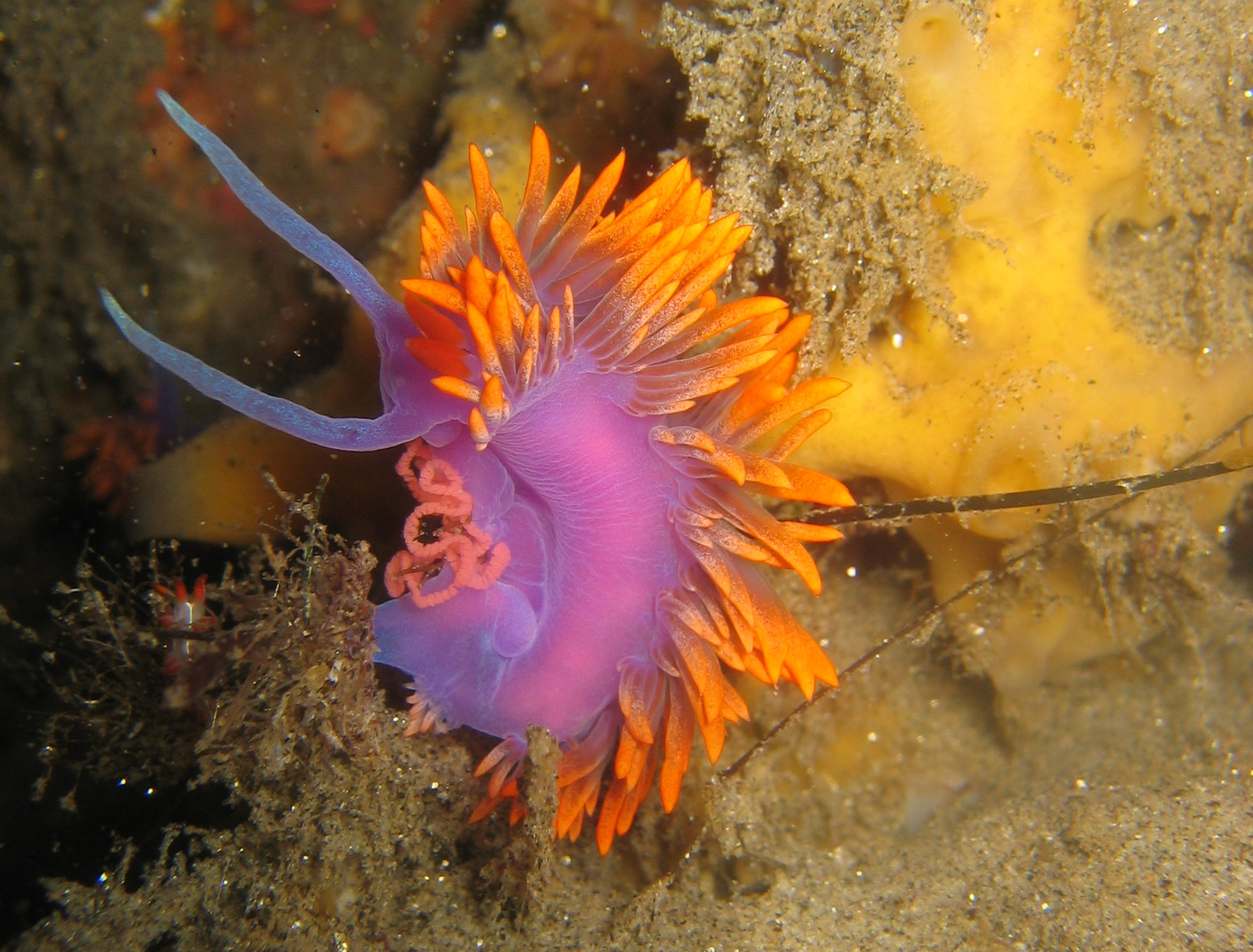
sên biển

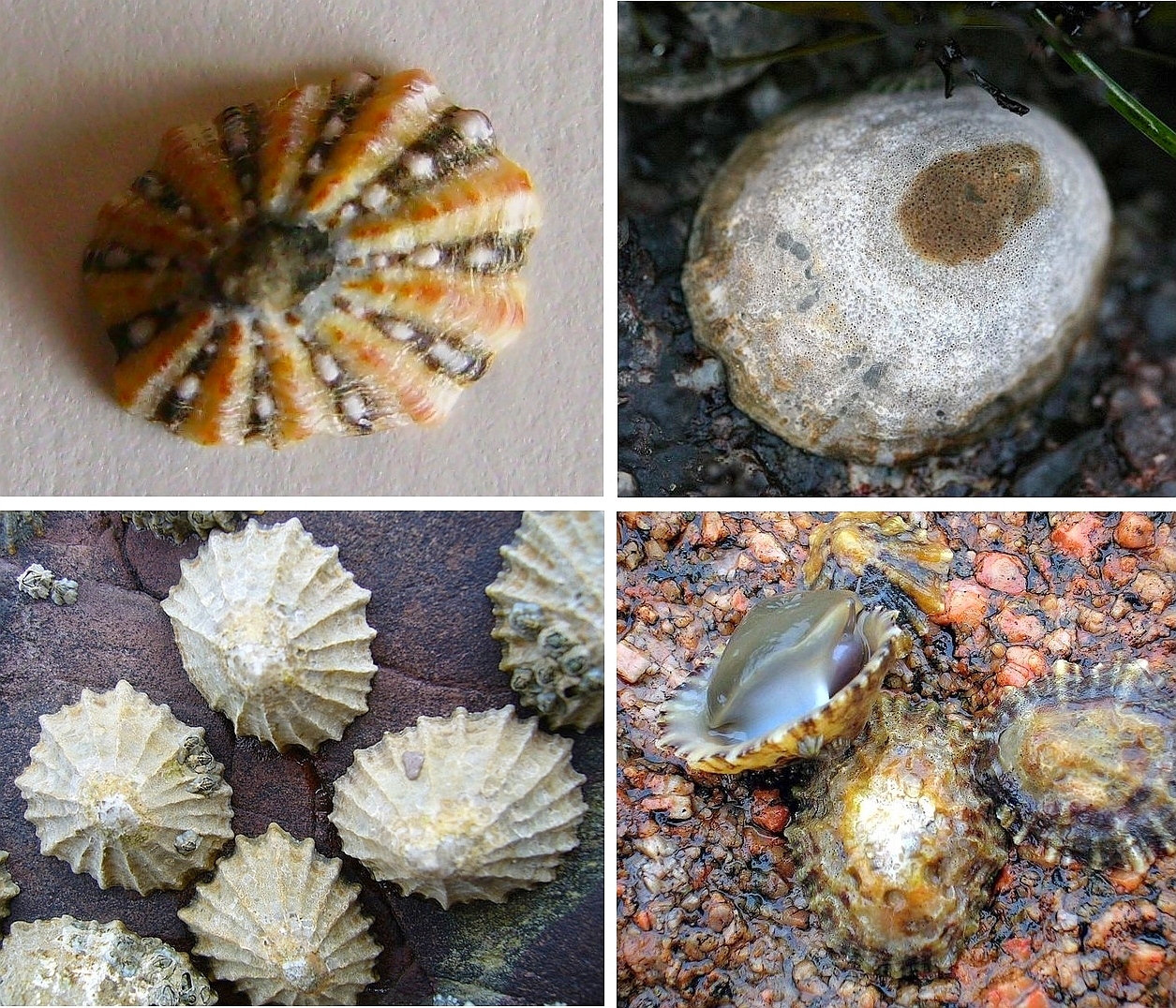
Một số loài ốc nón (Limpet)

Ngành Thân mềm (Mollusca, còn gọi là nhuyễn thể hay thân nhuyễn) là một ngành trong phân loại sinh học có các đặc điểm như cơ thể mềm, có thể có vỏ đá vôi che chở và nâng đỡ, tùy lối sống mà vỏ và cấu tạo cơ thể có thể thay đổi. Ngành Thân mềm có nhiều chủng loại rất đa dạng, phong phú và là nhóm động vật biển lớn nhất chiếm khoảng 23% tổng số các sinh vật biển đã được đặt tên. Trong các khu vực nhiệt đới, bao gồm Việt Nam, ngành này có hơn 93.000 loài hiện hữu, trong đó có các loài như trai, sò, ốc, hến, ngao, mực, bạch tuộc và hơn 70.000 loài đã tuyệt chủng. Chúng phân bố ở các môi trường như biển, sông, suối, ao, hồ và nước lợ. Một số sống trên cạn. Một số nhỏ chuyển qua lối sống chui rúc, đục ruỗng các vỏ gỗ của tàu thuyền như con hà.
Ngành Thân mềm có độ đa dạng cao, không chỉ về kích thước mà còn về cấu trúc giải phẫu học, bên cạnh sự đa dạng về ứng xử và môi trường sống. Ngành này được chia thành 9 hoặc 10 lớp, trong đó có 2 lớp tuyệt chủng hoàn toàn. Các loài chân đầu (Cephalopoda) như mực ống, mực nang và bạch tuộc là các nhóm có thần kinh cao nhất trong tất cả các loài động vật không xương sống, và mực khổng lồ hay mực ống khổng lồ là những loài động vật không xương sống lớn nhất đã được biết đến. Năm 1877, người ta đã phát hiện xác của loài này dạt vào ven bờ Đại Tây Dương, dài 18m (kể cả tua miệng), cả cơ thể nặng khoảng hơn một tấn. Động vật chân bụng (ốc sên và ốc) là nhóm có số loài nhiều nhất đã được phân loại, chiếm khoảng 80% trong tổng số loài động vật thân mềm. Nghiên cứu khoa học về động vật thân mềm được gọi là nhuyễn thể học.

## Phân loại
Bảng phân loại này gồm có 8 lớp thân mềm hiện hữu và 2 lớp đã tuyệt chủng. 
| Lớp                           | Hình thái đặc trưng | Số loài hiện hữu | Phân bố                                               |
| Caudofoveata                  | Những loài thân mềm dạng giun (Các loài thuộc nhóm này không có chân và cũng không có rãnh bụng. Tất cả các loài đều có một lưỡi sừng và một đôi mang lược, sống hoan toàn ở biển vùi mình trong đáy bùn). | 120              | 200 đến 3.000m dưới đáy biển                          |
| Aplacophora (Không vỏ)        | Solenogasters, những loài thân mềm dạng giun | 200              | 200 đến 3.000m dưới đáy biển                          |
| Polyplacophora (Nhiều tấm vỏ) | Ốc song kinh (chitons) | 1,000            | vùng đá thủy triều và đáy biển                        |
| Monoplacophora (Vỏ một tấm)   | Dạng ốc nón (limpet-like) | 31               | 1.800 đến 7.000m dưới đáy biển, có loài ở độ sâu 200m |
| Gastropoda (Chân bụng)        | Bào ngư, ốc nón (limpet), ốc xà cừ (conch), sên biển, thỏ biển, bướm biển, ốc sên, ốc nước ngọt, sên trần                                                                                                  | 70,000           | Biển, nước ngọt, trên cạn                             |
| Cephalopoda (Chân đầu)        | Mực ống, bạch tuộc, mực nang, ốc anh vũ | 900              | Biển                                                  |
| Bivalvia (Vỏ 2 tấm)           | Hến, hàu, sò, ,trai | 20,000           | Biển, nước ngọt                                       |
| Scaphopoda                    | Ốc ngà voi | 500              | Sống ở biển độ sâu từ 6m đến 7.000m                   |
| Rostroconchia †               | Hoá thạch; dạng vỏ 2 tấm | đã tuyệt chủng   | Biển                                                  |
| Helcionelloida †              | Hoá thạch; dạng ốc (snail-like) | đã tuyệt chủng   | Biển                                                  |

## Đa dạng

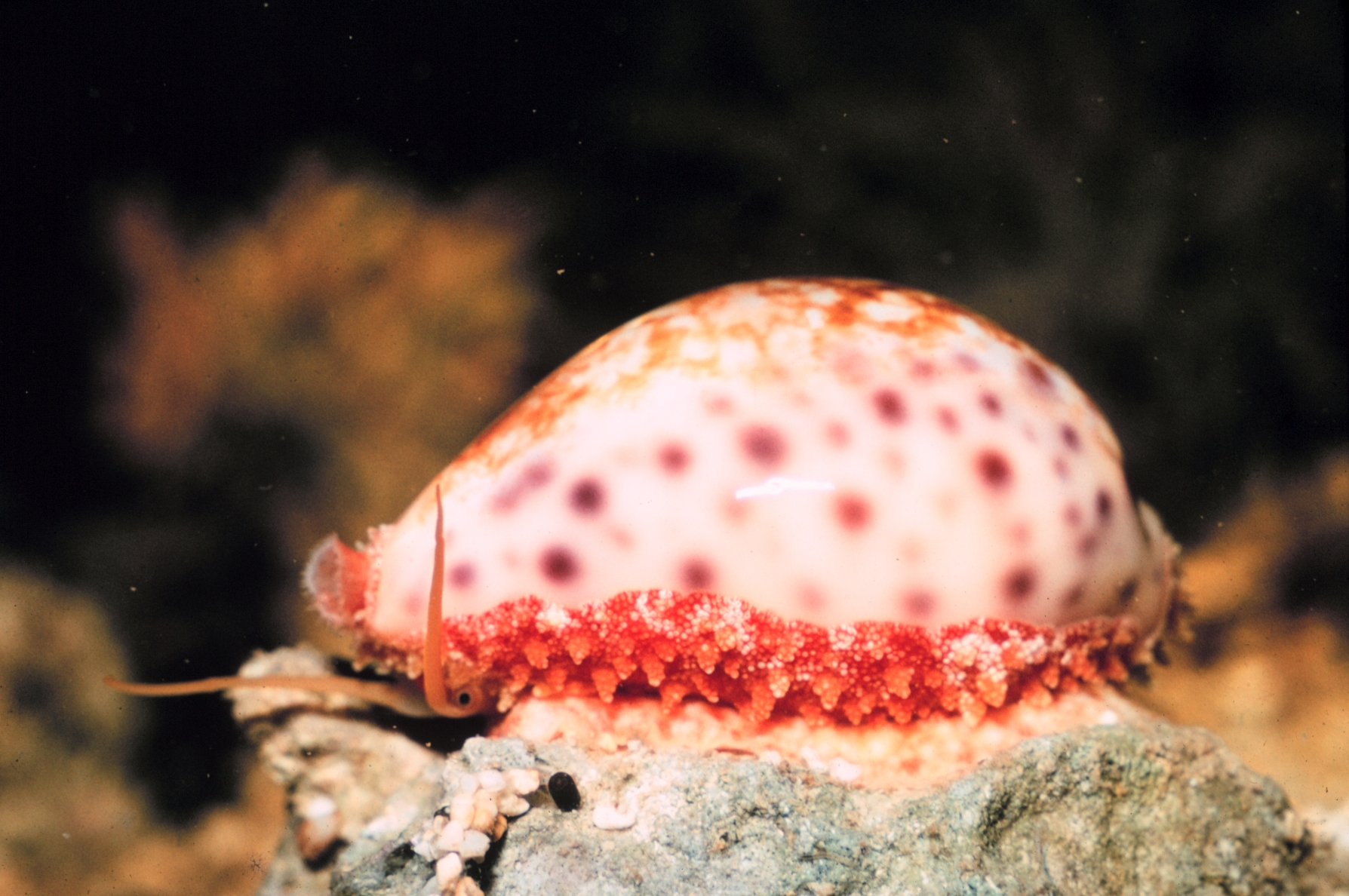
Khoảng 80% loài động vật thân mềm được biết đến là lớp Chân bụng (Ốc và sên biển), bao gồm con Cowry trong ảnh (một loài sên biển).

Ước tính số loài hiện hữu đã miêu tả được chấp nhận trong nhóm động vật thân mềm dao động từ 50.000 đến tối đa 120.000. Năm 1969 David Nicol đưa ra con số phỏng đoán 107.000 trong đó có khoảng 12.000 loài chân bụng nước ngọt và 35.000 loài trên cạn. Động vật hai mảnh vỏ (Bivalvia) có thể chiếm khoảng 14% tổng số và 5 nhóm khác chiếm ít hơn 2% trong số các loài động vật thân mềm hiện hữu. Năm 2009, Chapman ước tính số loài hiện hữu đã được miêu tả là 85.000. Haszprunar năm 2001 ước tính khoảng 93.000 loài đã được đặt tên, trong đó gồm 23% các loài ở biển đã được đặt tên. Động vật thân mềm là nhóm xếp thứ hai sau Arthropoda (chân khớp) về số lượng loài hiện hữu—cách rất xa so với Arthropoda là 1.113.000, nhưng dẫn trước Chordata với 52.000. Có khoảng 200.000 loài còn sinh tồn theo ước tính trên tổng số, và 70,000 loài hóa thạch, mặc dù số loài tổng cộng của động vật thân mềm đã từng tồn tại, hoặc không được bảo tồn phải lớn hơn nhiều so với số lượng còn sinh tồn ngày nay.
Động vật thân mềm có nhiều dạng hơn so với bất kỳ nhóm nào khác trong ngành động vật. Chúng bao gồm ốc sên, ốc và các loài động vật chân bụng; clam và các loài bivalve khác; mực và các loài Cephalopoda khác; và các loài ít được biết đến hơn nhưng là nhưng phân nhóm riêng biệt có tính tương đồng. Phần lớn các loài vẫn sống trong các đại dương, từ vùng ven bờ đến vùng biển thẳm, nhưng một số là thành phần quan trọng trong các hệ sinh thái nước ngọt và trên cạn. Động vật thân mềm cực kỳ đa dạng trong các vùng nhiệt đới và ôn đới, nhưng cũng có thể được tìm thấy ở tất cả các vĩ độ. Khoảng 80% trong số các loài động vật thân mềm đã được biết đến là động vật chân bụng. Cephalopoda như mực, bạch tuộc là những động vật có hệ thần kinh tiến bộ nhất trong nhóm các loài động vật không xương sống. Mực khổng lồ, cho đến gần đây đã không được quan sát còn sinh tồn ở dạng cá thể trưởng thành, là một trong những động vật không xương sống lớn nhất, nhưng mẫu vật được bắt gần đây của loài Mesonychoteuthis hamiltoni dài 10m và nặng 500 kg có thể đã vượt qua loài mực khổng lồ.
Động vật thân mềm nước ngọt và trên đất liền thuộc nhóm dễ bị tổn thương. Những ước tính về số loài động vật thân mềm không sống trong biển thì nằm trong một khoảng rộng, một phần là do nhiều khu vực không được khảo sát kỹ lưỡng. Ngoài ra còn có sự thiếu hụt các chuyên gia có thể xác định tất cả các loài động vật trong bất kỳ một khu vực đến cấp loài. Tuy nhiên, năm 2004 Sách đỏ IUCN về các loài bị đe dọa bao gồm gần 2.000 loài động vật thân mềm sống trong môi trường nước ngọt và đất liền bị đe dọa. Để so sánh, phần lớn các loài động vật thân mềm sống trong biển, nhưng chỉ có 41 trong số này có mặt trong Sách Đỏ năm 2004. Khoảng 42% các loài đã tuyệt chủng được ghi nhận từ năm 1500 là động vật thân mềm, bao gồm gần như toàn bộ các loài không sống trong biển.

## Vai trò thực tiễn
- Lợi ích:

- Làm thực phẩm cho con người.
- Làm thức ăn cho động vật khác.
- Làm sạch môi trường nước.
- Nguyên liệu xuất khẩu.
- Tác hại:

- Là vật trung gian truyền bệnh.
- Ăn hại cây trồng.

## Đặc điểm chung
+ Cơ thể mềm, không phân đốt và ở phía lưng thường có nếp da phủ ngoài được gọi là áo. Đó là đặc điểm chỉ có ở các loài thân mềm.
+ Tim chia ngăn phát triển, hệ tuần hoàn hở.
+ Hệ thần kinh thuộc kiểu hạch thần kinh phân tán.
+ Hệ tiêu hóa phân hóa.